# إلياس مؤدب
إلياس مؤدب (6 فبراير 1916-28 مايو 1952)، واسمه الحقيقي إيليا مهدب ساسون ممثل كوميدي مصري، اشتهر في السينما المصرية وهو من أب أصوله ترجع لمدينة حلب في شمال الشام وأم مصرية من مدينة طنطا في محافظة الغربية. وهو يهودي الديانة.
تخرج في مدرسة الليسيه في العام 1932 وكان يقطن في شارع الفراخ في حارة اليهود بحي الضاهر القاهري. بدأ عمله في تصليح الساعات، ثم عمل كمونولوجست في الأفراح الخاصة واشتهر باللهجة الشامية. إلى أن تعرف على بشارة واكيم وإسماعيل ياسين الذين قاما بتعريفه على الراقصة ببا عز الدين حيث عمل معها في الكازينو الذي تملكه بالقاهرة كازينو البسفور ومن خلاله انطلق لعالم السينما. بدأ عمله السينمائي في العام 1947 وشارك إسماعيل يس في بطولة 12 فيلماً سينمائياً.وقد عرض آخر أفلامه عام 1954 بعنوان النمر وكان ذلك بعد وفاته بعامين.
ويقال أنه مكتشف موهبة الطفلة فيروز حيث كان صديقا لأبيها.

## أفلامه
- حبيب العمر مع فريد الأطرش وسامية جمال وإسماعيل ياسين. (1947)
- الستات عفاريت مع ليلى فوزي ومحمود المليجي وإسماعيل يس. (1948)
- الروح والجسد مع كاميليا ومحمد فوزي وكمال الشناوي وشادية.(1948)
- عنبر مع ليلى مراد وأنور وجدي وعزيز عثمان وإسماعيل يس. (1949)
- كلام الناس مع شادية وإبراهيم حمودة. (1949)
- منديل الحلو مع تحية كاريوكا وعبد العزيز محمود وماري منيب. (1949)
- شارع البهلوان مع كاميليا وإسماعيل يس وكمال الشناوي. (1949)
- ليلة العيد مع إسماعيل يس وشادية ومحمود شكوكو. (1949)
- عيني بترف مع تحية كاريوكا وكارم محمود ومحمود المليجي. (1950)
- ست الحسن مع سامية جمال وليلى فوزي وكمال الشناوى وهدى سلطان (1950)
- بنت باريز مع ليلى فوزي ومحمد فوزي وتحية كاريوكا (1950)
- فلفل مع إسماعيل يس ولولا صدقي وماجدة (1950)
- البطل مع إسماعيل يس وتحية كاريوكا (1950)
- سيبوني أغني مع صباح وإسماعيل يس وسعد عبد الوهاب (1950)
- قسمة ونصيب مع عزيزة أمير ويحيى شاهين وتحية كاريوكا سنة (1950)
- فايق ورايق مع كارم محمود وإسماعيل يس وتحية كاريوكا. (1951)
- قطر الندى مع شادية وأنور وجدي وإسماعيل يس. (1951)
- البنات شربات مع أحلام وإسماعيل يس وسراج منير. (1951)
- حلال عليك مع إسماعيل يس و استيفان روستى و ثريا حلمى . (1952)
- النمر مع أنور وجدي ونعيمة عاكف وزكي رستم. (1952)
- بيت النتاش هو آخر أفلامه فمات وهو يصوره مع شادية وإسماعيل يس وعبد الفتاح القصري. قام باخراجه حسن حلمي

## روابط خارجية
- إلياس مؤدب على موقع IMDb (الإنجليزية)